# Hello, I Must Be Going!
Hello, I Must Be Going! ist das zweite Studioalbum des britischen Sängers Phil Collins. Es erschien am 1. November 1982 als Langspielplatte und im Juni 1988 als CD.

## Entstehung
Nach der Veröffentlichung seines Solodebüts Face Value im Jahr 1981 widmete sich Collins 1981 und 1982 vorrangig wieder seiner Band Genesis. Nach Abschluss der Abacab-Tournee mit der Band war es für Collins an der Zeit, seine Solokarriere mit einem weiteren Album fortzusetzen. Erneut tat er sich für die Produktion des Albums mit Hugh Padgham zusammen, der im Frühjahr 1981 auch bereits als Engineer für Genesis auf dem Abacab-Album zu arbeiten begonnen hatte und dessen Mitarbeit sich bei allen restlichen Veröffentlichungen der Dekade von Collins und Genesis fortsetzen sollte.
Kurz nach Veröffentlichung des Albums ging Collins erstmals auf eine Solo-Tournee.

## Inhalt
Ähnlich wie bei Face Value verarbeitet Collins auf diesem Album überwiegend seine Erfahrungen bezüglich der Scheidung von seiner ersten Frau. Textlich nicht in dieses Schema passt die Coverversion des Supremes-Klassiker You Can’t Hurry Love, der sich zum größten Erfolg dieses Albums entwickelte. Im Gegensatz zu den anderen Songs ist das Stück The West Side zur Hälfte ein Instrumental.
Zum Namen des Albums ließ sich Collins von einem Lied von Groucho Marx aus dem gleichnamigen Soundtrack zum Film Animal Crackers von den Marx Brothers inspirieren. Das Albumcover zeigt auf blauem Hintergrund Collins im Profil, dessen Gesicht auf der linken Hälfte des Covers zu sehen ist.

## Titelliste
Alle Lieder außer You Can’t Hurry Love wurden von Phil Collins geschrieben.
1. I Don’t Care Anymore – 5:00
2. I Cannot Believe It’s True – 5:14
3. Like China – 5:05
4. Do You Know, Do You Care? – 4:57
5. You Can’t Hurry Love (Holland-Dozier-Holland) – 2:50
6. It Don’t Matter to Me – 4:12
7. Thru These Walls – 5:02
8. Don’t Let Him Steal Your Heart Away – 4:43
9. The West Side – 4:59
10. Why Can’t It Wait ’Til Morning – 3:01

## Kritiken
Das Album bekam meist positive Kritiken. Ein Beispiel dafür ist das Review von Stephen Thomas Erlewine von Allmusic, der zum Album meinte:

„[…] While some of the material was successful, much of it showed that he was still coming to grips with how to incorporate R&B techniques into his style; in retrospect, Hello, I Must Be Going! laid the groundwork for his breakthrough album, No Jacket Required.“

und das Album mit 3,5 von fünf möglichen Sternen bewertete.

## Kommerzieller Erfolg

### Chartplatzierungen
| ChartsChartplatzierungen       | Höchstplatzierung | Wochen |
| ------------------------------ | ----------------- | ------ |
| Deutschland (GfK)              | 6 (35 Wo.)        | 35     |
| Österreich (Ö3)                | 2 (23 Wo.)        | 23     |
| Schweiz (IFPI)                 | 50 (1 Wo.)        | 1      |
| Vereinigte Staaten (Billboard) | 8 (139 Wo.)       | 139    |
| Vereinigtes Königreich (OCC)   | 2 (166 Wo.)       | 166    |

| ChartsJahrescharts (1983) | Platzierung |
| ------------------------- | ----------- |
| Deutschland (GfK)         | 19          |

### Auszeichnungen für Musikverkäufe
| Land/Region                  | Auszeichnungen für Musikverkäufe (Land/Region, Auszeichnung, Verkäufe) | Verkäufe  |
| ---------------------------- | ---------------------------------------------------------------------- | --------- |
| Argentinien (CAPIF)          | Platin                                                                 | 60.000    |
| Belgien (BRMA)               | Platin                                                                 | 50.000    |
| Deutschland (BVMI)           | 2× Platin                                                              | 1.000.000 |
| Frankreich (SNEP)            | 2× Platin                                                              | 600.000   |
| Neuseeland (RMNZ)            | Platin                                                                 | 20.000    |
| Niederlande (NVPI)           | Gold                                                                   | 50.000    |
| Österreich (IFPI)            | Gold                                                                   | 25.000    |
| Schweiz (IFPI)               | Platin                                                                 | 50.000    |
| Spanien (Promusicae)         | Platin                                                                 | 100.000   |
| Vereinigte Staaten (RIAA)    | 3× Platin                                                              | 3.000.000 |
| Vereinigtes Königreich (BPI) | 3× Platin                                                              | 900.000   |
| Insgesamt                    | 2× Gold · 15× Platin ·                                                 | 5.855.000 |

Hauptartikel: Phil Collins/Auszeichnungen für Musikverkäufe